# HMS Blankney (L30)
HMS Blankney (L30) là một tàu khu trục hộ tống lớp Hunt Kiểu II của Hải quân Hoàng gia Anh Quốc được hạ thủy năm 1940 và đưa ra phục vụ vào năm 1941. Nó đã hoạt động cho đến hết Chiến tranh Thế giới thứ hai, cho đến khi xuất biên chế năm 1946 và bị bán để tháo dỡ năm 1958.

## Thiết kế và chế tạo
Blankney thuộc vào số 33 chiếc tàu khu trục lớp Hunt nhóm II, có mạn tàu rộng hơn nhóm I, tạo độ ổn định cho một tháp pháo QF 4 in (100 mm) Mark XVI nòng đôi thứ ba, cũng như cho phép tăng số lượng mìn sâu mang theo từ 40 lên 110.
Blankney được đặt hàng cho hãng John Brown Shipbuilding & Engineering Company Ltd. vào ngày 4 tháng 9 năm 1939 và được đặt lườn tại xưởng tàu Clydebank, Scotland vào ngày 17 tháng 5 năm 1940. Nó được hạ thủy vào ngày 19 tháng 12 năm 1940 và nhập biên chế vào ngày 11 tháng 4 năm 1941, là con tàu duy nhất của Hải quân Hoàng gia mang cái tên này, vốn được đặt theo tên rừng săn cáo Blankney tại hạt North Kesteven, Lincolnshire. Con tàu được cộng đồng dân cư Nantwich tại Cheshire đỡ đầu trong khuôn khổ cuộc vận động gây quỹ Tuần lễ Tàu chiến vào tháng 2 năm 1942.

## Lịch sử hoạt động

### 1941
Sau khi hoàn tất trang bị và chạy thử máy, Blankney gia nhập Lực lượng Hộ tống biển Ireland vào ngày 16 tháng 5, và được bố trí hộ tống các đoàn tàu vận tải vượt Đại Tây Dương tại Khu vực Tiếp cận phía Tây cho đến tháng 8. Sang tháng 9, nó tham gia cùng thiết giáp hạm Prince of Wales (53), các tàu tuần dương Euryalus (42) và Kenya (14) cùng các tàu khu trục Gallant (H59), Laforey (G99), Lightning (G55), Oribi (G66), các tàu khu trục Ba Lan ORP Garland (H37) và ORP Piorun (G65) thuộc Hạm đội Nhà trong thành phần hộ tống cho Đoàn tàu WS11X, một hoạt động tăng viện cho Malta trong khuôn khổ Chiến dịch Halberd. Lực lượng chuyển giao đoàn tàu cho Lực lượng H ngoài khơi Gibraltar vào ngày 24 tháng 9, rồi quay trở lại vùng biển nhà.
Vào tháng 10, Blankney gia nhập Đội hộ tống 12 đặt căn cứ tại Derry, Bắc Ireland. Vào tháng 12, nó được biệt phái để tăng cường cho Đội hộ tống 36, một đội tìm-diệt tàu ngầm dưới quyền Trung tá Hải quân Frederic John Walker để hộ tống cho Đoàn tàu HG 76 đi sang Gibraltar.
Vào ngày 17 tháng 12, tàu ngầm U-boat Đức U-131 đang trên mặt biển bị một máy bay Martlet thuộc Liên đội Không lực Hải quân 802 xuất phát từ tàu sân bay hộ tống Audacity (D10) phát hiện. Nó buộc phải lặn xuống, và bị tàu xà lúp Pentstemon (1916) tấn công bằng mìn sâu; U-131 tìm cách nổi lên để chạy trốn. Chiếc Martlet đã bắn phá đối thủ, nhưng bị hỏa lực phòng không của chiếc tàu ngầm bắn rơi. U-131 sau đó chịu đựng hải pháo từ tàu khu trục Stanley (I73), các tàu khu trục hộ tống Exmoor (L61) và Blankney, các tàu xà lúp Pentstemon và Stork (L81). Nhận thấy tình hình trở nên tuyệt vọng, thủy thủ đoàn U-131 đánh đắm tàu; toàn bộ 47 thành viên đều sống sót và bị bắt làm tù binh.
Đang khi tiếp tục hộ tống cho Đoàn tàu HG 76 vào ngày 18 tháng 12, Stanley phát hiện tàu ngầm U-434 trên mặt biển và săn đuổi. Khi đối phương lặn xuống, Blankney dò được mục tiêu và tấn công bằng ba lượt mìn sâu. U-434 bị hư hại nặng nhưng xoay xở nổi được lên mặt nước và thủy thủ đoàn thoát ra được trước khi nó đắm. Blankney vớt những người sống sót trước khi quay trở về Gibraltar để tiếp nhiên liệu.

### 1942
Blankney được sửa chữa tại Gibraltar cho đến tháng 2 năm 1942, khi nó quay trở về Clyde làm nhiệm vụ hộ tống tại Đại Tây Dương. Nó tham gia cùng các tàu khu trục Active (H14), Anthony (H40), Croome (L62), Duncan (D99), Firedrake (H79), Lightning và Laforey trong thành phần hộ tống cho Đoàn tàu WS16 vượt Đại Tây Dương; tách khỏi đoàn tàu vào ngày 21 tháng 2 để hộ tống tàu sân bay Argus (I49) chở máy bay để chuyển đến Malta trong khuôn khổ Chiến dịch Spotter. Nó tham gia một lực lượng hộ tống vào ngày 27 tháng 2, bao gồm thiết giáp hạm Malaya (1915), tàu tuần dương Hermione (74), các tàu khu trục Laforey, Lightning, Anthony, Active, Whitehall (D94), Wishart (D67), Exmoor (L08) và Croome, để hộ tống cho các tàu sân bay Argus và Eagle (1918); tuy nhiên Chiến dịch Spotter bị hủy bỏ vào ngày hôm sau, và nó quay trở lại Gibraltar. Chiến dịch Spotter sau đó được tái tục vào ngày 6 tháng 3 với thành phần như trên.
Đến ngày 20 tháng 3, Blankney lại tham gia cùng Malaya, Hermione, Laforey, Duncan, Anthony, Active, Whitehall, Wishart, Exmoor và Croome để hộ tống Argus và Eagle trong Chiến dịch Picket I, lặp lại việc chuyển giao máy bay đến Malta; hoạt động được lặp lại một lần nữa trong Chiến dịch Picket II vào ngày 27 tháng 3. Sang tháng 4, con tàu được điều động trở về Hạm đội Nhà, trực thuộc Chi hạm đội Khu trục 6, và bố trí hoạt động tại Khu vực tiếp cận Tây Bắc. Vào ngày 2 tháng 5, nó hộ tống cho King George V (41) đi từ Iceland quay trở về Anh sau khi chiếc thiết giáp hạm bị hư hại do va chạm với tàu khu trục Punjabi (F21) trong quá trình hộ tống cho Đoàn tàu PQ15 đi sang Nga. Vào ngày 23 tháng 5, nó tham gia thành phần hộ tống cho Đoàn tàu PQ16 đi sang Nga và Đoàn tàu QP12 quay trở về.
Vào ngày 5 tháng 6, Blankney được điều trở lại hoạt động tại mặt trận Địa Trung Hải, khi nó cùng các tàu tuần dương hạng nhẹ Kenya và Liverpool (C11), các tàu khu trục Bedouin (F67), Escapade (H17), Icarus (D03), Marne (G35), Matchless (G52), Onslow (G17) cùng các tàu khu trục hộ tống Badsworth (L10) và Middleton (L74) khởi hành từ Clyde hộ tống một đoàn tàu đi sang Gibraltar, trong khuôn khổ Chiến dịch Harpoon.
Đến nơi vào ngày 11 tháng 6, nó được phân về Lực lượng X để hộ tống cho đoàn tàu đi sang Malta, vốn bao gồm tàu tuần dương hạng nhẹ Cairo (D87), các tàu khu trục Bedouin, Marne, Matchless, Ithuriel (H05), Partridge (G30), các tàu khu trục hộ tống Middleton, Badsworth và tàu khu trục Ba Lan ORP Kujawiak và các tàu quét mìn Hebe (J24), Speedy (J17), Hythe (J194) và Rye (J76). Khi băng qua eo biển hẹp giữa Sicily và Bắc Phi, đoàn tàu được hỗ trợ từ xa bởi các tàu sân bay Argus và Eagle, thiết giáp hạm Malaya, các tàu tuần dương Charybdis (88) Kenya và Liverpool cùng các tàu khu trục thuộc Chi hạm đội Gibraltar trong thành phần Lực lượng W.
Sau khi tách khỏi sự bảo vệ của Lực lượng W, đoàn tàu thuộc Lực lượng X đã đụng độ với một lực lượng hai tàu tuần dương và năm tàu khu trục Hải quân Ý vào ngày 15 tháng 6. Bốn trong số sáu tàu vận tải tiếp liệu cho Malta đã bị đánh chìm bởi tấn công phối hợp của không quân và tàu nổi đối phương, Kujawiak bị đánh chìm trong khi Badsworth và Matchless bị hư hại nặng do trúng thủy lôi khi đi vào Grand Harbor, Malta. Blankney lên đường cho hành trình quay trở về vào ngày hôm sau, cùng với Lực lượng X về đến Gibraltar vào ngày 19 tháng 6, và sau đó được điều động quay trở lại Anh cho chuyến Vận tải Bắc Cực tiếp theo.
Vào tháng 7, Blankney tham gia hộ tống cho Đoàn tàu PQ 17, được hỗ trợ từ xa bởi các thiết giáp hạm Duke of York  (17) và USS Washington (BB-56), tàu sân bay Victorious  (R38), các tàu tuần dương hạng nhẹ Cumberland (57) và Nigeria (60) cùng các tàu khu trục Ashanti  (F51), Marne, Middleton, Escapade, Faulknor  (H62), Martin (G44), Onslaught (G04), Onslow, Wheatland (L122), USS Mayrant và USS Rhind. Đoàn tàu bị máy bay và tàu ngầm đối phương quấy phá liên tục. Tuy nhiên, Bộ Hải quân Anh lại đánh giá sai lầm rằng Đoàn tàu PQ 17 đang phải chịu đựng nguy cơ bị tấn công phối hợp bởi các hạm tàu nổi chủ lực đối phương, bao gồm thiết giáp hạm Tirpitz và các tàu tuần dương hạng nặng Admiral Scheer, Admiral Hipper và Lützow ở phía Bắc Na Uy. Một loạt mệnh lệnh được gửi đến đoàn tàu vào ngày 4 tháng 7, cuối cùng ra lệnh cho đoàn tàu vận tải "phân tán" về các cảng Liên Xô. Trong khi đó, được cho là phải đối đầu với một lực lượng đối phương hùng hậu, các tàu tuần dương và tàu khu trục bảo vệ từ xa đã quay mũi hướng về phía Tây, trên thực tế đã bỏ rơi các tàu buôn, khiến chúng bị thiệt hại nặng nề bởi không kích và tàu ngầm đối phương.
Blankney tiếp tục hộ tống cho Đoàn tàu PQ 17 đến được Murmansk, và sau khi chất dỡ hàng tiếp liệu, đã cùng Marne, Martin và Middleton đi đến Archangel vào ngày 20 tháng 7, nơi họ được tiếp liệu và đạn dược nhằm chuẩn bị cho chuyến quay trở về. Tuy nhiên chuyến quay về bị trì hoãn, và con tàu bị hư hại do một vụ va chạm; nó được sửa chữa trong tháng 8; rồi nó tiếp tục hoạt động tại khu vực phụ cận Murmansk cho đến ngày 13 tháng 9. Nó gia nhập đoàn tàu QP-14 rời Archangel cho hành trình quay trở về Loch Ewe, Scotland, vốn bao gồm Middleton, ba tàu phòng không phụ trợ, ba tàu quét mìn, bốn tàu corvette và bốn tàu đánh cá vũ trang. Sau khi về đến vùng an toàn, chiếc tàu khu trục tách khỏi đoàn tàu vào ngày 25 tháng 9 và đi đến Scapa Flow.
Blankney sau đó tiếp tục hộ tống vận tải tại chỗ cho đến ngày 15 tháng 12, khi nó cùng Chiddingfold (L31) và Ledbury (L90) hộ tống cho Đoàn tàu JW51A đi từ Loch Ewe hướng sang Nga; nó tách khỏi Đoàn tàu JW51A ba ngày sau đó để quay trở về Scapa Flow. Đến ngày 22 tháng 12, nó lại cùng Chiddingfold và Ledbury hộ tống cho Đoàn tàu JW51B tương tự, tách khỏi đoàn tàu vầo ngày 25 tháng 12.

### 1943
Vào ngày 6 tháng 1 năm 1943, Blankney cùng Ledbury hộ tống Đoàn tàu RA51 cho đến ngày 10 tháng 1; rồi từ ngày 17 đến ngày 21 tháng 1 đã cùng Ledbury và Middleton hộ tống cho Đoàn tàu JW52. Sang ngày 5 tháng 2, nó lại cùng Middleton hộ tống cho Đoàn tàu RA52 quay trở về Loch Ewe, đến nơi vào ngày 8 tháng 2, rồi quay về Scapa Flow hai ngày sau đó. Nó tiếp tục nhiệm vụ tuần tra và hộ tống tương tự từ tháng 3 đến tháng 5.
Blankney được điều sang hoạt động tại khu vực Địa Trung Hải vào tháng 6, và đã gia nhập Đoàn tàu KMF17 hướng sang Freetown. Nó tách khỏi KMF17 sau khi được thay phiên hộ tống bởi các tàu khu trục Amazon (D39), Blackmore (L43), Bulldog (H91) và Foxhound (H69), và chuyển hướng đi Gibraltar, nơi nó gia nhập Đội khu trục 58 trực thuộc Hạm đội Địa Trung Hải.
Trong khuôn khổ Chiến dịch Husky, cuộc đổ bộ của lực lượng Đồng Minh lên Sicily, Ý, Blankney được bố trí cùng Lực lượng Tấn công phía Đông, và nằm trong thành phần Đội hộ tống V cùng các tàu chị em Blencathra (L24), Brecon (L76) và Brissenden (L79). Lực lượng đi đến Bône, Algérie và khởi hành từ đây cùng đoàn tàu KMF18 vào ngày 7 tháng 7 hướng sang Sicily. Nó tách khỏi đoàn tàu vào ngày 9 tháng 7 để tiếp nhiên liệu, rồi lại gia nhập đoàn tàu vào ngày hôm sau để hướng đến bãi đổ bộ Bark West. Trong quá trình đổ bộ, nó cùng tàu chị em Puckeridge (L108) bắn phá các vị trí đối trên tại bãi Bark West, nhưng vào ngày 13 tháng 7 lại mắc tai nạn va chạm với chính Puckeridge. Blankney chỉ bị hư hại nhẹ và tiếp tục hoạt động, nhưng Puckeridge bị hư hại nặng cấu trúc phía mũi bên mạn trái.
Sang tháng 9, Blankney lại được huy động tham gia Chiến dịch Avalanche, cuộc đổ bộ tiếp theo của lực lượng Đồng Minh lên Salerno, Ý. Nó đi đến Bizerta, Tunisia, và vào ngày 4 tháng 9 đã tham gia thành phần hộ tống cho Đoàn tàu FSS1 đi từ Bizerta đến bãi đổ bộ. Nó sau đó cùng Hải đội khu trục 21 gia nhập Lực lượng Đặc nhiệm phía Bắc vào ngày 9 tháng 9 để hỗ trợ hải pháo và tuần tra ngoài khơi Salerno. Khi chiến dịch kết thúc, nó cùng Đội khu trục 58 hoạt động tại khu vực Tây Địa Trung Hải trong vai trò tuần tra và hộ tống vận tải.

### 1944
Vào ngày 8 tháng 3 năm 1944, Blankney đã cùng Blencathra, Brecon, Exmoor và tàu khu trục Hoa Kỳ USS Madison (DD-425) đánh chìm tàu ngầm U-boat Đức U-450 tại khu vực Tây Địa Trung Hải, về phía Nam Ostia, ở tọa độ 41°11′B 12°27′Đ / 41,183°B 12,45°Đ, trong một cuộc tấn công phối hợp bằng mìn sâu.  Toàn bộ 42 thành viên thủy thủ đoàn chiếc tàu ngầm đều sống sót và bị bắt làm tù binh.
Trong đêm 2 tháng 5, tàu ngầm U-boat Đức U-371 bị phát hiện khi nó nổi lên mặt nước ngay giữa một đoàn tàu vận tải Đồng Minh ngoài khơi Djidjelli, Algérie; nó lập tức lặn khẩn cấp. Khi chiếc U-boat nổi trở lên, nó bị tàu khu trục hộ tống Hoa Kỳ USS Menges (DE-320) phát hiện và tiếp cận ở khoảng cách 3.000 m (3.300 yd). U-371 bắn một quả ngư lôi rồi lặn xuống; Menges bị đánh trúng và một phần ba phía sau con tàu bị phá hủy, nhưng nó vẫn tiếp tục nổi được. Blankney được huy động cùng các tàu khu trục hộ tống Hoa Kỳ USS Pride (DE-323) và USS Joseph E. Campbell (DE-70) cùng các tàu khu trục thuộc phe Pháp Tự do Sénégalais và L'Alcyon tham gia truy tìm U-371, sử dụng một chiến thuật săn ngầm mới gọi là "Swamp". Theo đó vị trí nơi con tàu U-boat bị phát hiện sẽ được tàu hộ tống và máy bay rà soát liên tục một cách hệ thống khu vực này, buộc chiến U-boat tiếp tục lặn cho đến khi năng lượng pin hay không khí cạn kiệt, và buộc phải nổi lên mặt nước.
U-371 ẩn nấp dưới đáy biển ở độ sâu khoảng 240 mét (790 ft) suốt này hôm đó để tránh bị sonar phát hiện, trước khi nó bị buộc phải nổi lên mặt nước và tìm cách trốn thoát trong bóng tối. Blankney và các tàu hộ tống khác phát hiện chiếc tàu ngầm và lập tức nổ súng, bắn trúng nhiều phát. Chiếc tàu ngầm bắn trả, và bắn trúng Sénégalais với một quả ngư lôi, gây một số hư hại. Hoàn cảnh của U-371 trở nên tuyệt vọng vì nó không thể lặn và bị áp đảo bởi hỏa lực vượt trội của nhiều đối thủ. U-371 bị đánh chìm ngoài khơi Bougie, Algérie, ở tọa độ 37°9′B 5°39′Đ / 37,15°B 5,65°Đ. Phần lớn thủy thủ đoàn của nó đã thoát ra ngoài và bị bắt làm tù binh.
Blankney sau đó được điều động sang Chi hạm đội Khu trục 1 đặt căn cứ tại Portsmouth, và được phân về Lực lượng G để chuẩn bị tham gia Chiến dịch Neptune, hoạt động hải quân hỗ trợ trực tiếp cho cuộc Đổ bộ Normandy. Vào ngày 18 tháng 4, nó tham gia thực tập phòng ngự cùng các tàu chiến thuộc Lực lượng G và Lực lượng S ngoài khơi Brighton. Sang tháng 6, nó gia nhập Đội hộ tống 115 bao gồm các tàu sà lúp Lark (U11) và Crane (U23) cùng các tàu frigate Chelmer (K221) và Torrington (K577), và đến ngày 5 tháng 6 đã hộ tống Đoàn tàu G15 bao gồm mười tàu đổ bộ LCI đi từ Solent đến bãi Gold. Vào ngày D 6 tháng 6, nó tách khỏi Đoàn tàu G15 để tham gia Lực lượng Đặc nhiệm phía Đông, nhưng quay trở về Portsmouth ngay ngày hôm sau để tuần tra và hộ tống vận tải hỗ trợ cho chiến dịch đổ bộ.
Sau khi tách khỏi Chiến dịch Neptune, Blankney tiếp tục hoạt động tại khu vực eo biển Manche để tuần tra và hộ tống vận tải, cho đến khi được đại tu tại một xưởng tàu tư nhân ở Liverpool vào tháng 11.

### 1945
Sau khi hoàn tất sửa chữa, Blankney được điều động sang Chi hạm đội Khu trục 21 đặt căn cứ tại Sheerness. Nó gia nhập chi hạm đội vào ngày 6 tháng 1 năm 1945, và đảm nhiệm việc tuần tra chống các cuộc tấn công của tàu ngầm U-Boat trang bị ống hơi cũng như hoạt động rải mìn của tàu phóng lôi E-Boat tại khu vực cửa sông Thames. Cho dù Đức sắp thua trận, các hoạt động xâm nhập và quấy phá này được đẩy mạnh, gây khó khăn cho các chuyến vận tải ven biển, nên lực lượng hộ tống tuần tra phải được tăng cường. Sau khi Đức đầu hàng vào đầu tháng 5, kết thúc cuộc xung đột tại Châu Âu, Blankney được đề cử sang hoạt động tại Viễn Đông; vì vậy nó đi đến Simonstown, Nam Phi để được đại tu. Tuy nhiên, do Nhật Bản đã chấp nhận đầu hàng vào giữa tháng 8 kết thúc hoàn toàn Thế Chiến II, việc điều động nó sang Viễn Đông bị hủy bỏ, cho dù việc đại tu vẫn được thực hiện.

### Sau chiến tranh
Blankney quay trở về Anh sau khi hoàn tất sửa chữa, và đến tháng 5 năm 1946 nó ngừng hoạt động và được đưa về Hạm đội dự bị tại Devonport. Con tàu lại được tái trang bị vào năm 1948, nhưng lại tiếp tục nằm trong thành phần dự bị tại Sheerness, và được chuyển đến Hartlepool năm 1952. Cuối cùng nó được đưa vào Danh sách loại bỏ vào ngày 22 tháng 10 năm 1958. Con tàu được bán cho hãng BISCO vào năm tiếp theo, và được tháo dỡ tại xưởng của hãng Hughes Bolckow ở Blyth, Northumberland từ ngày 9 tháng 3 năm 1959.